# Princípio diamante
Em matemática, e particularmente na teoria axiomática dos conjuntos, o princípio diamante (◊) é um princípio combinatório  introduzido por Björn Jensen (1972) que é verdadeiro no universo construível  e que implica a hipótese do continuum.

"O princípio ◊ω_{1} é o mesmo que ◊."

Jensen extraiu o princípio de diamante de sua prova de que V = L implica a existência de uma árvore de Suslin  .

## Definição
O princípio diamante ◊ (ouro) diz que existe uma seqüência-◊, em outras  palavras, conjuntos de Aα⊆α para α<ω1 tal que para qualquer subconjunto A de ω1 o conjunto de α com A∩α = Aα é estacionário em ω1.
Mais geralmente, para um determinado número cardinal {\displaystyle \kappa } e um conjunto estacionário {\displaystyle S\subseteq \kappa }, a declaração ◊S (por vezes escrita como ◊ (S) ou ◊κ(S)) é a afirmação de que há uma seqüência  {\displaystyle \langle A_{\alpha }:\alpha \in S\rangle } de tal forma que:
- cada {\displaystyle A_{\alpha }\subseteq \alpha }
- para cada {\displaystyle A\subseteq \kappa ,\{\alpha \in S:A\cap \alpha =A_{\alpha }\}} é fixo em {\displaystyle \kappa }

O princípio ◊ω1 é o mesmo que ◊.

## Propriedades e utilização
Jensen demonstrou que o princípio diamante ◊ implica a existência de árvores Suslin. Ele também mostrou que ◊ implica a HC. Também ♣ + HC implica ◊, mas Saharon Shelah deu modelos de ♣ + ¬ HC, deste modo ◊ (naipe ouro) e ♣ (naipe paus) não são equivalentes (sim, ♣ é mais fraco que ◊). 
Akemann & Weaver utilizaram ◊ para construir uma C*-algebra servindo como um contra-exemplo para o problema de Mark Aronovich Naimark.

### Teoria dos conjuntos combinatória
Teoria dos conjuntos combinatória preocupa-se com extensões da combinatória finita para conjuntos infinitos. Isto inclui o estudo da aritmética de cardinais e o estudo de extensões do teorema de Ramsey tais como o teorema de Erdos-Rado.